# Barbara Brooke
Barbara Muriel Brooke, (née Mathews; 14 janvier 1908 - 1er septembre 2000) est une femme politique conservatrice britannique. 

## Famille
La baronne Brooke est la plus jeune des cinq enfants d'un pasteur gallois, le révérend Alfred Augustus Mathews et de sa femme, Ethel Frances. Elle fait ses études à la Queen Anne's School de Caversham, Berkshire et au Gloucester Training College of Domestic Science. 
Le 22 avril 1933, elle épouse un camarade conservateur, Henry Brooke ; le couple a quatre enfants: 
- Peter Brooke (1934-2023), plus tard Lord Brooke de Sutton Mandeville, un homme politique conservateur.
- Sir Henry Brooke (1936-2018), juge et Lord Justice of Appeal.
- Leslie Brooke (née en 1941), épouse le Dr Thomas Nigel Miller.
- Margaret Hilary Diana Brooke (née en 1944), épouse le Dr James Pulfer.

## Carrière
Après avoir fondé une famille, Brooke entre en politique en 1948, comme membre du Conseil de Hampstead,, un siège qu'elle occupe jusqu'en 1965. Elle est également vice-présidente conjointe du Parti conservateur de 1954 à 1964. Elle est active dans un certain nombre d'organisations de santé au cours de sa vie, comme membre du conseil de l'hôpital régional métropolitain du Nord-Ouest de 1954 à 1966, présidente de l'Institut des soins infirmiers de district de la Reine de 1961 à 1971 et du comité de gestion de l'hôpital du nord de Londres de 1963 à 1966. 
Dans les honneurs du Nouvel An 1960, elle est nommée Dame Commandeure de l'Ordre de l'Empire britannique (DBE), pour «services politiques et publics» . En 1964, elle est élevée à la pairie comme baronne Brooke d'Ystradfellte, d'Ystradfellte dans le comté de Brecknock et deux ans plus tard, son mari est créé baron Brooke de Cumnor.  